# کورپس روایور (کوکتل)
کورپس روایور (Corpse Reviver) نوعی کوکتل کلاسیک است که در دسته نوشیدنی‌های احیاکننده قرار می‌گیرد. این نوشیدنی‌ها در اصل برای “احیای” افراد پس از مصرف زیاد الکل و به‌ویژه برای درمان خماری صبحگاهی تهیه می‌شدند. دو نسخه معروف از این کوکتل وجود دارد: کورپس روایور شماره ۱ و کورپس روایور شماره ۲. هر دو نسخه به دلیل طعم‌های خاص و قابلیت احیاکنندگی، در دنیای کوکتل‌ها جایگاه ویژه‌ای دارند.
کورپس روایور شماره ۱ این نسخه شامل ترکیبی از براندي، ورموت شیرین و کالوادوس (نوعی براندی سیب) است. این نوشیدنی نسبتاً سنگین‌تر است و طعمی غنی و گرم دارد که معمولاً در فصول سرد یا به عنوان یک نوشیدنی شبانه سرو می‌شود.

## کورپس روایور شماره ۲
نسخه دوم این کوکتل یکی از معروف‌ترین و محبوب‌ترین نسخه‌ها به شمار می‌رود. ترکیبات آن شامل جین، لیکور پرتقال (مانند کوانترو یا تریپل سک)، لیلِت بلان (نوعی شراب تقویت‌شده)، آب لیموترش تازه و چند قطره آبسنث است. طعم این نسخه نسبت به نسخه اول سبک‌تر و تازه‌تر است و معمولاً به عنوان یک نوشیدنی صبحگاهی سرو می‌شود.

## تاریخچه
کوکتل‌های کورپس روایور به اواخر قرن نوزدهم و اوایل قرن بیستم بازمی‌گردند و ابتدا به عنوان نوشیدنی‌هایی برای درمان خماری شهرت یافتند. در کتاب‌های کلاسیک کوکتل، مانند “Savoy Cocktail Book” که در دهه ۱۹۳۰ منتشر شد، به این نوشیدنی‌ها اشاره شده است.

## مصرف
با اینکه در ابتدا این کوکتل برای بازگرداندن هوشیاری پس از شب‌های پرنوشیدنی طراحی شده بود، امروزه بیشتر به عنوان یک کوکتل کلاسیک و برای لذت بردن مصرف می‌شود.